# Sarah Coakley
Sarah Coakley (Londra, 10 settembre 1951) è una teologa e filosofa britannica, specializzata in teologia sistematica e in filosofia della religione, con vari interessi interdisciplinari.
Dal 2007 al 2018, è stata docente di teologia all'Università di Cambridge nella cattedra intitolata balla memoria di Norris-Hulse. Successivamente, è divenuta Visiting Professorial Fellow all'Università Cattolica Australiana, nelle sedi di Melbourne e Roma, nonché professore onorario al Logos Institute dell'Università di St Andrews.

A luglio del 2019, è stata eletta fellow della British Academy.

## Biografia
Proveniente da una facoltosa famiglia di avvocati di Blackneath, in Inghilterra, dopo aver completato la formazione superiore nelle città natale, trascorse un anno sabbatico insegnando inglese e latino in Lesotho. Nel 1973, conseguì il Bachelor of Arts al Murray Edwards College di Cambridge e, due anni più tardi, il ThM alla scuola teologica dell'Università di Harvard. Nel 1983 completò il dottorato a Cambridge, con una dissertazione inerente al pensiero di Ernst Troeltsch.
Dopo aver insegnato Lancaster University (dal '76 al '91), all'Oriel College di Oxford (dal '91 al '93), all'Harvard Divinity School (dal '95 al 2007), nel 2006 fu eletta professore di teologia all'Università di Cambridge nella cattedra intitolata a Norris-Hulse, prima donna ad occupare tale posizione. Nel 2011, divenne vicepresidente della School of Arts and Humanities con un mandato quadriennale all'interno dell'organismo di gestione dell'università. 
Nel 2018, rassegnò le dimissioni dalla docenza di Cambridge, divenendo professore emerito. Contestualmente, fu nominata professore onorario della Università di St. Andrews e professore ospite presso l'Università Cattolica australiana. In precedenza, era già stata visiting professor di teologia all'Università di Princeton.
I suoi interessi di insegnamento e di ricerca includono le discipline correlate alla teologia sistematica, come la filosofia della religione, la filosofia della scienza, la patristica, la teoria femminista e gli aspetti che coinvolgono congiuntamente legge, medicina e religione. I contributi in queste aree tematiche, che le hanno procurato una notorietà internazionale, sono derivati principalmente da progetti di ricerca e redazione o co-redazione di raccolte di articoli. Al momento della sua nomina alla cattedra di Norris-Hulse a Cambridge, non aveva pubblicato alcuna monografia, ad eccezione della dissertazione di dottorato, pubblicata nel 1988. Nello stesso periodo, stava lavorando ad una collana di teologia sistematica in quattro volumi, il primo dei quali fu dato alle stampe nel 2013 col titolo God, Sexuality and the Self: An Essay 'On the Trinity.
Dal 2005 al 2008, ha diretto insieme a Martin A. Nowak il progetto "Evoluzione e teologia della cooperazione", sponsorizzato dalla Templeton Foundation all'Università di Harvard, a conclusione del quale fu pubblicato il libro  Evolution, Games, and God: The Principle of Cooperation. Un precedente progetto interdisciplinare su "Pain and Its Transformations", realizzato con Arthur Kleinman ad Harvard (come parte di Mind, Brain, Behavior Initiative), ha prodotto Pain and Its Transformations: The Interface of Biology and Culture (co-ed. Con Kay Kaufman Shelemay, Harvard UP, 2007).
In modo analogo, il volume Brain and Its Transformations: The Interface of Biology and Culture nacque a seguito del progetto interdisciplinare "Il dolore e le sue trasformazioni", realizzato ad Harvard in collaborazione con Arthur Kleinman.
Nel 2012, Sarah Coakley tenne un ciclo annuale di letture al'Università di Aberdeen. In seguito, ricevette le lauree honoris causa dall'Università di Lund, di St. Andrews, dal St. Michael's College, dall'Università di Toronto e dall'Heythrop College di Londra.

## Vita privata
Nel 1975, sposò il siriacista ed editore J. F. Coakley. La coppia ebbe due figli: Edith Coakley Stowe e Agnes Coakley Cox, allieva dell'istituto Buckingham Browne & Nichols di Cambridge. Il padre, un facoltoso avvocato e bon viveur, morì nel 2016, mentre il fratello di lei è consulente legale del principe Carlo.

Nel 2000, Sarah Coakley fu ordinata diaconessa della Chiesa d'Inghilterra e l'anno seguente fu iniziata al sacerdozio, dopo aver trascorso alcuni periodi di volontariato e assistenza spirituale in un ospedale e in un carcere del luogo. Successivamente, il perimetro del suo ministero pastorale fu rappresentato dapprima dalla parrocchia di Waban, nel Massachusetts, e, successivamente, dalla Chiesa di Santa Maria e di san Nicola a Littlemore. Nel 2011, fu nominata canonico onorario della Cattedrale di Ely, nella quale aveva partecipato alle celebrazioni dell'ufficio mattutino e dell'Eucaristia.
Nel 2012, aderì attivamente ad una corrente riformista, che proponeva l'introduzione dell'episcopato femminile al'interno della Chiesa d'Inghilterra. La proposta non fu accolta dalla gerarchia ecclesiastica. A giugno del 2019, Sarah Coakley non risultava più menzionata nella lista dei canonici regolari della Cattedrale di Ely.